# Kepahyang (Tetap)
Kepahyang is een bestuurslaag in het regentschap Kaur van de provincie Bengkulu, Indonesië. Kepahyang telt 368 inwoners (volkstelling 2010).